# Židikai

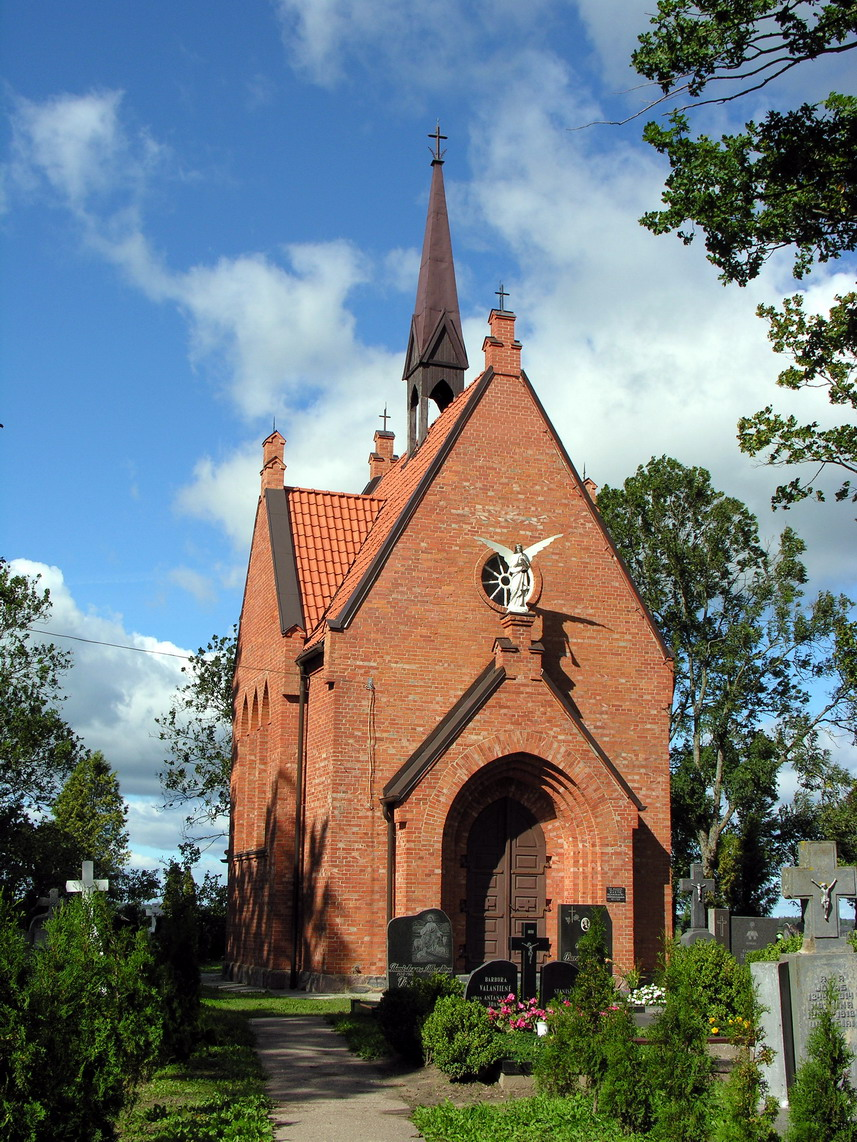
Tumba de escritora Šatrijos Ragana.

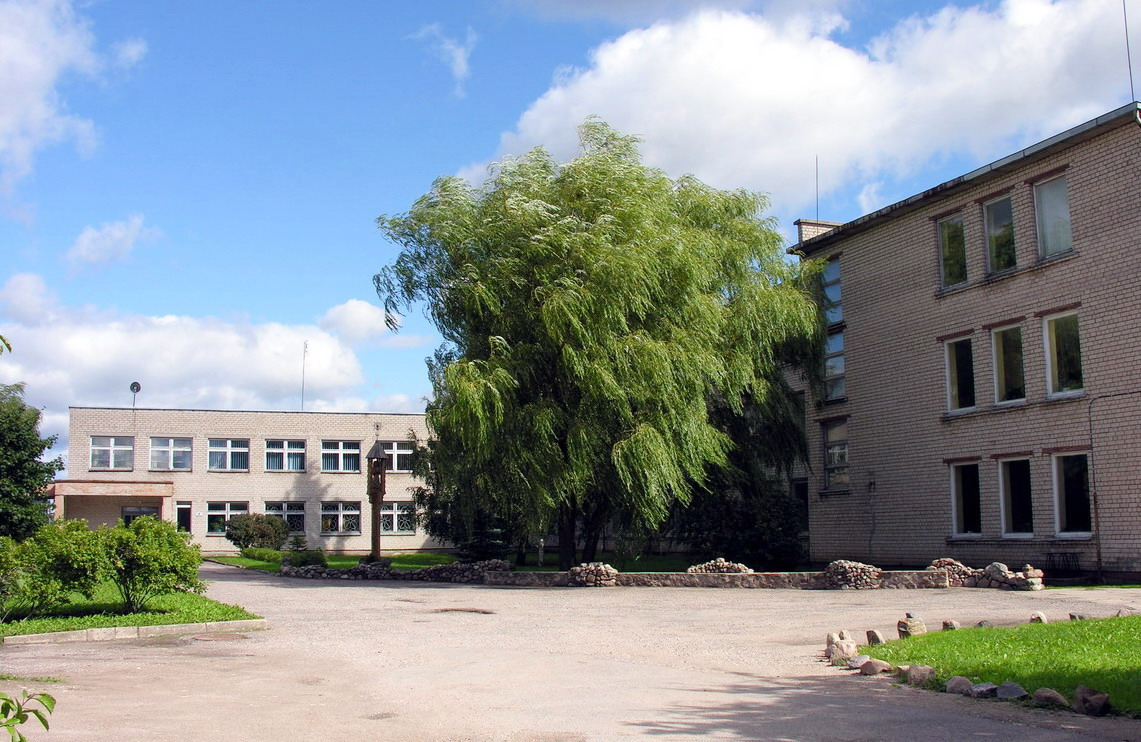
Escuela de Marija Pečkauskaitė.

Židikai es una localidad en noroeste de Lituania, Condado de Telšiai, Municipio de Mažeikiai. La localidad ubicada 21 km a oeste de Mažeikiai. Tiene 536 habitantes (2003).
En 1915 - 1930 aquí vivió famosa escritora Šatrijos Ragana. Hay una iglesia católica y escuela.

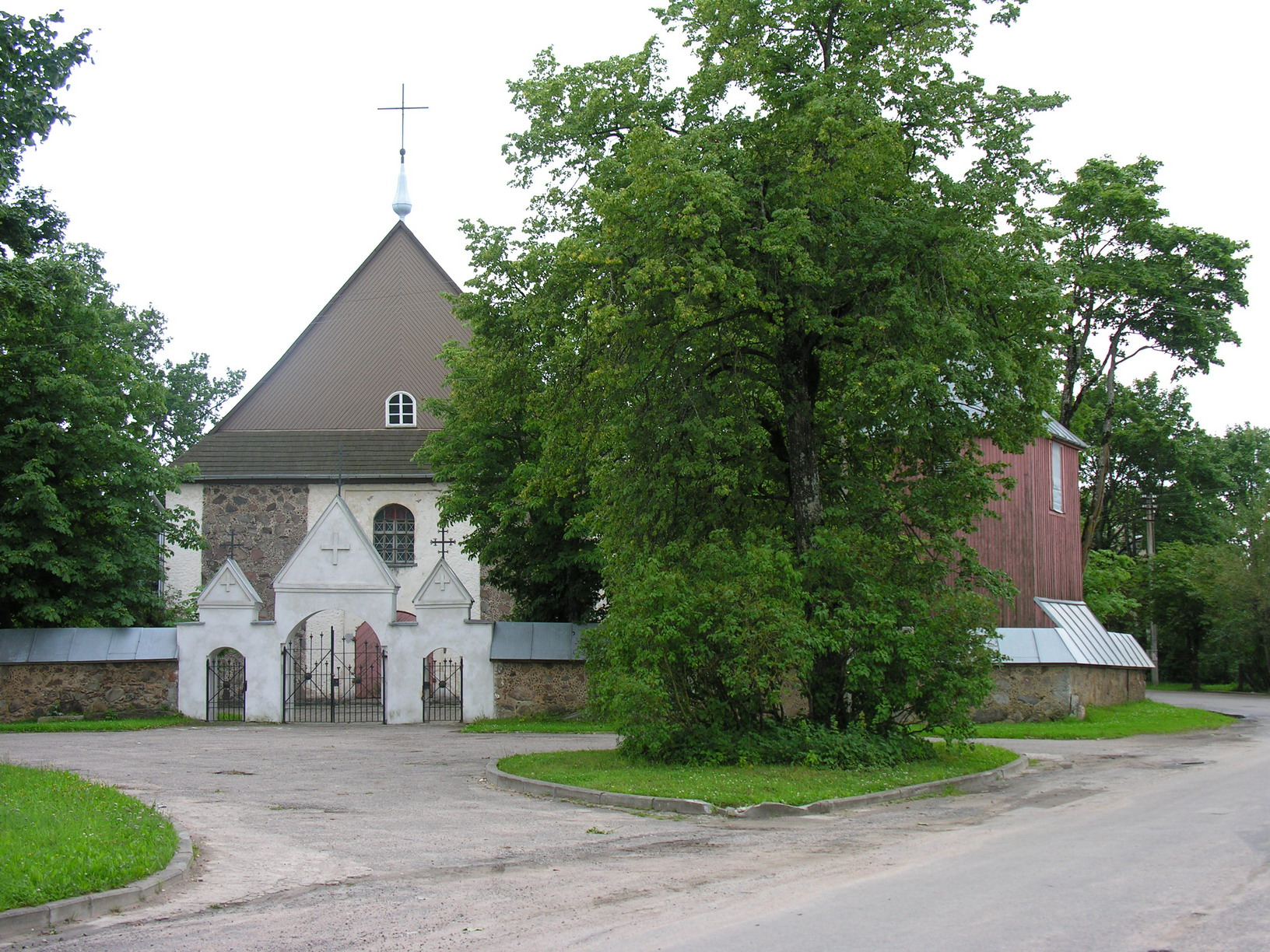
Iglesia de San Juan en Židikai.

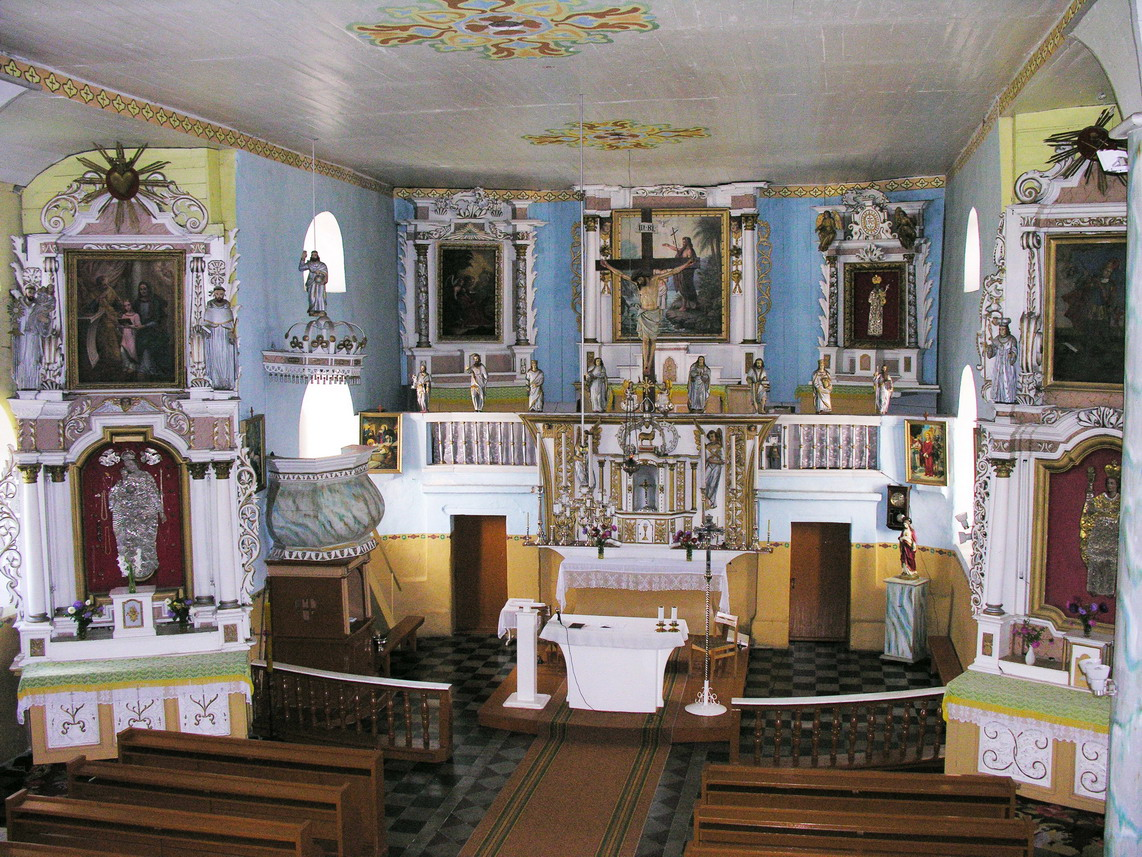
Interior de iglesia.

- Datos: Q393950
- Multimedia: Židikai / Q393950